# Erioptera (Meterioptera) thaumasta
Erioptera (Meterioptera) thaumasta is een tweevleugelige uit de familie steltmuggen (Limoniidae). De soort komt voor in het Australaziatisch gebied.